# 193 Ambrosia
Ambrosia (asteroide 193) é um asteroide da cintura principal, a 1,8331481 UA. Possui uma excentricidade de 0,2955286 e um período orbital de 1 533,17 dias (4,2 anos).
Ambrosia tem uma velocidade orbital média de 18,46399436 km/s e uma inclinação de 12,00878º.
Esse asteroide foi descoberto em 28 de Fevereiro de 1879 por Jérôme Coggia.
Este asteroide recebeu este nome em homenagem ao doce Ambrosia, que segundo a mitologia grega era um doce com divino sabor, poder de cura e se um mortal o comesse morreria.